# GIF
GIF (Graphics Interchange Format) е графичен файлов формат, използван широко в интернет, когато трябва да се съхрани изображението на лого или малка анимация. Цветовата палитра на пикселите в едно изображение с формат GIF е ограничен до 256 цвята, което прави този формат неподходящ за съхраняване на фотоизображения. Разширението на файловете от този тип е .gif.